# 群馬県道・栃木県道152号赤岩足利線

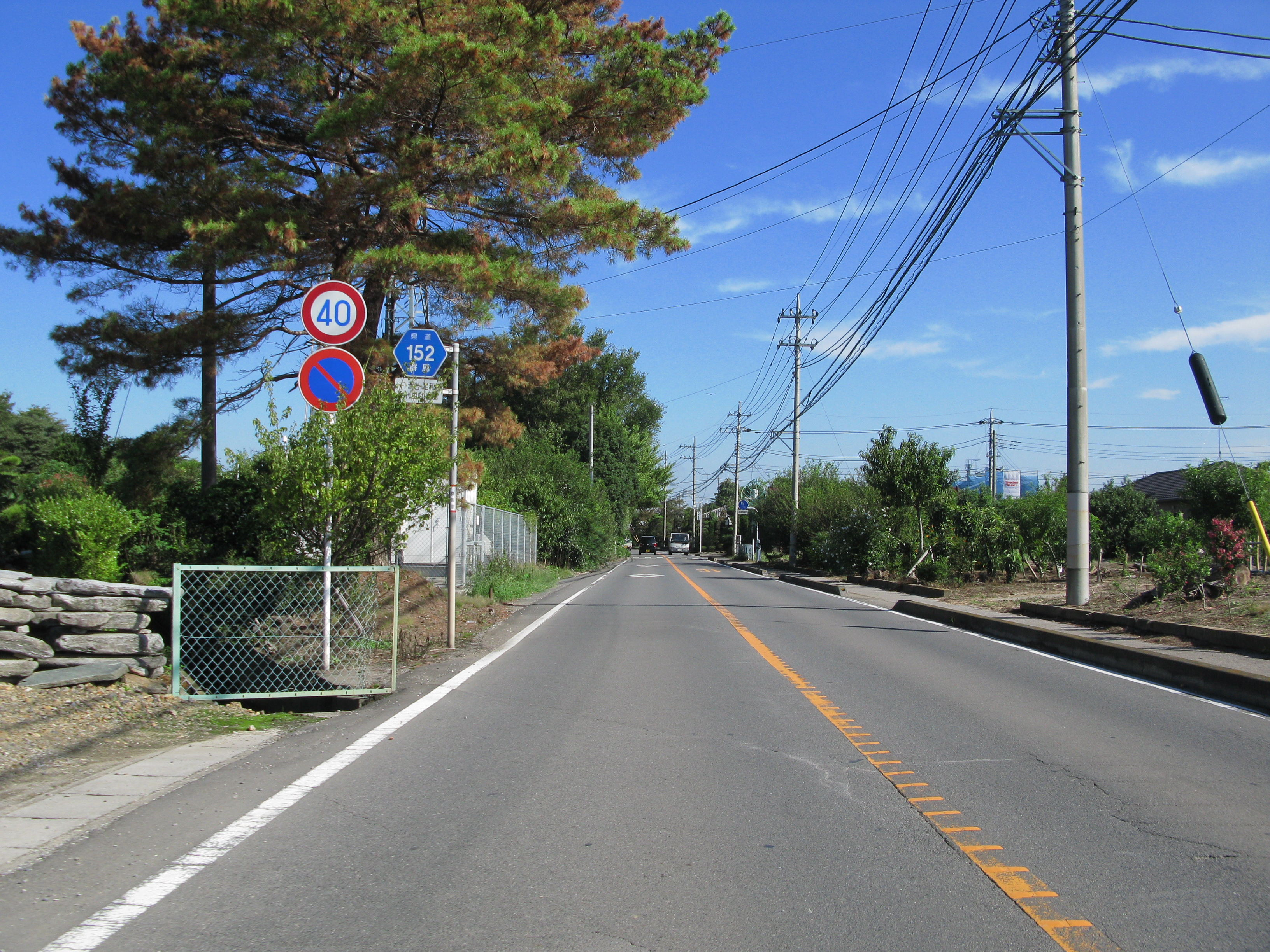
千代田町福島地区（2012年9月）

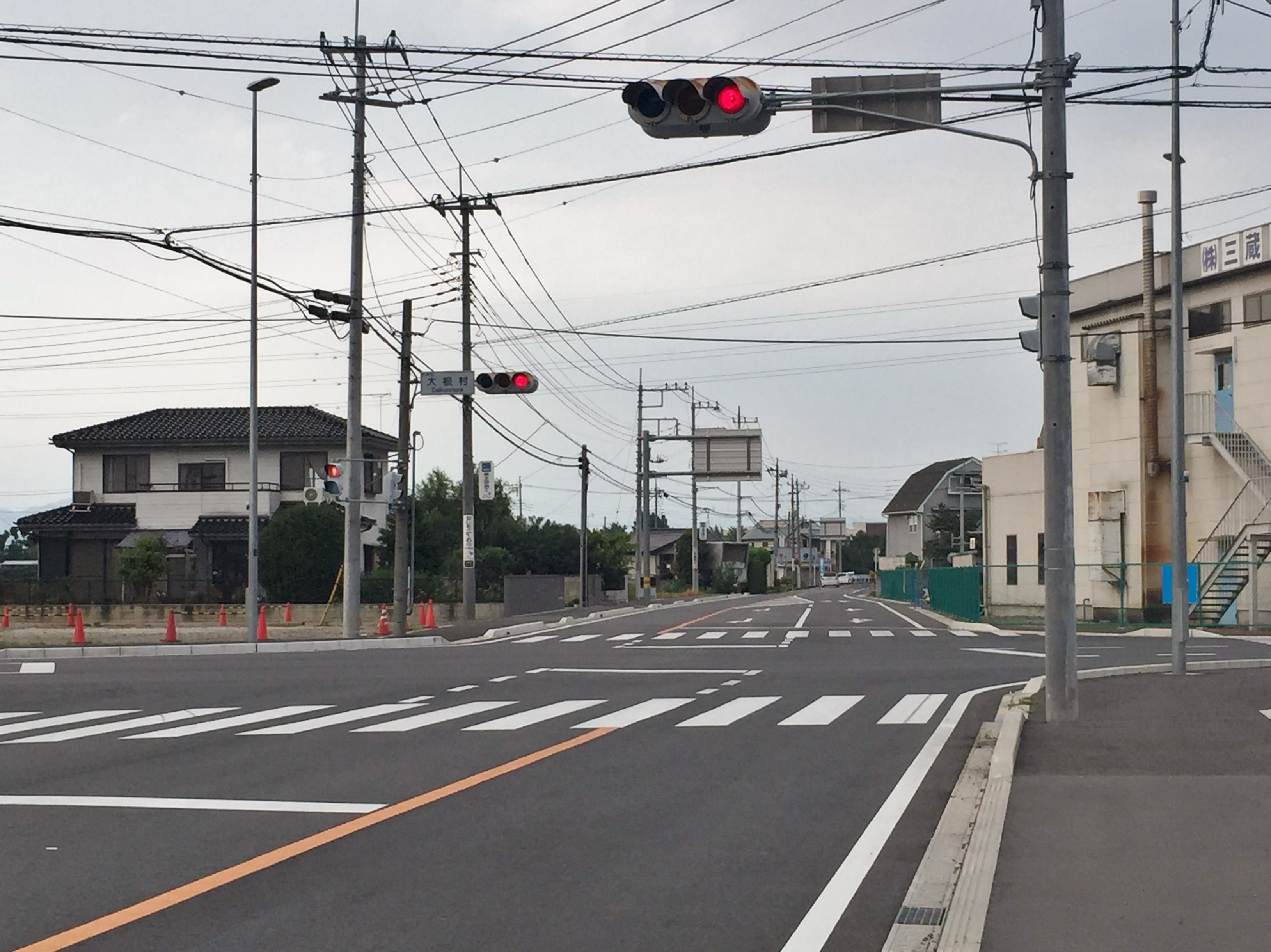
邑楽町・大根村交差点（2015年8月）
足利方面を望む。

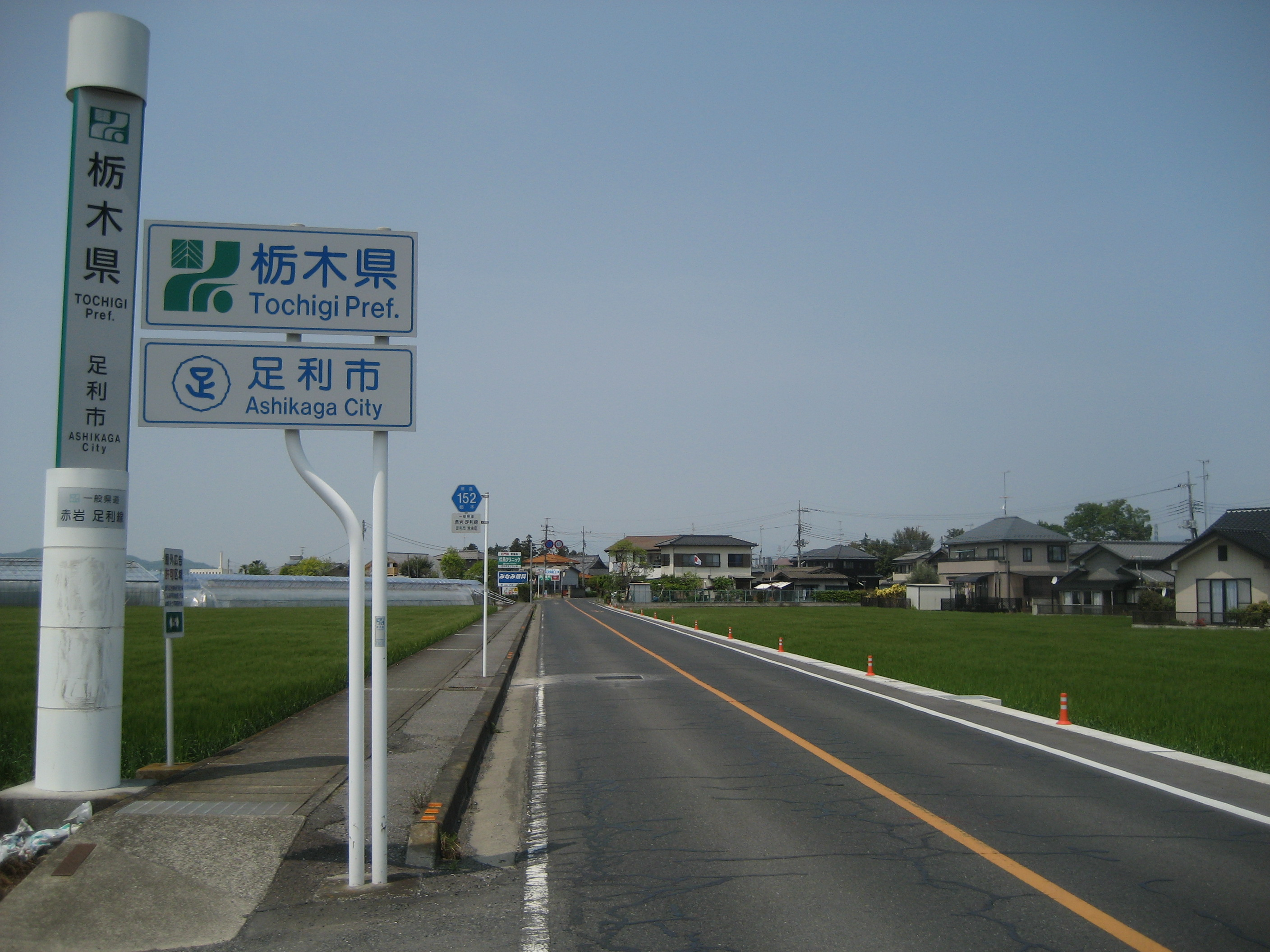
足利市荒金町付近

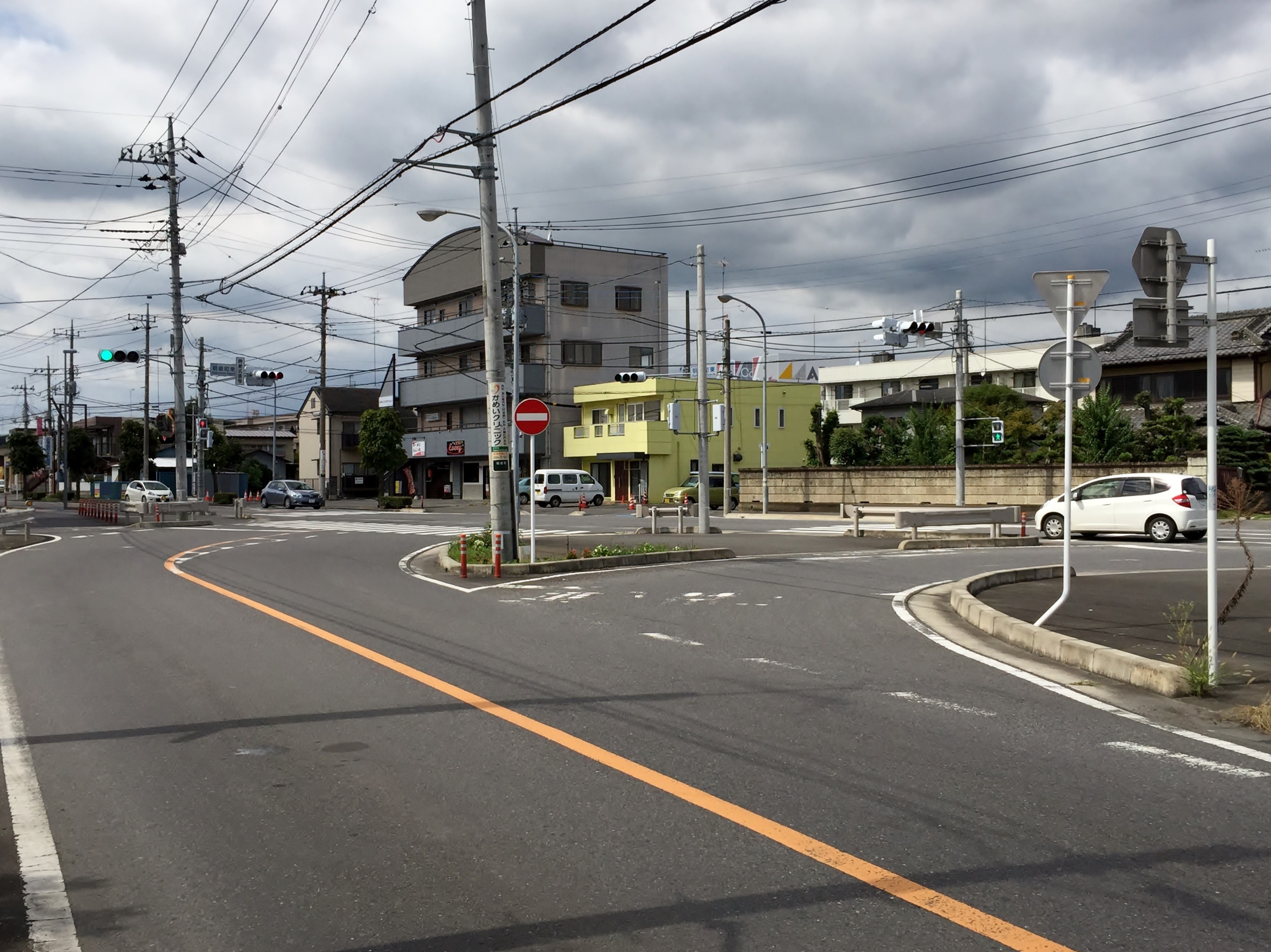
足利市・朝倉町東交差点
（終点、2015年8月）
↓方向が県道152号、↖↘方向が県道40号である。

群馬県道・栃木県道152号赤岩足利線（ぐんまけんどう・とちぎけんどう152ごう あかいわあしかがせん）は、群馬県邑楽郡千代田町から栃木県足利市に至る一般県道である。

## 概要
本県道は、群馬県千代田町赤岩から邑楽町を経由しながら北進し、栃木県足利市朝倉町までを結ぶ全長13km程の路線である。
終点は、足利市朝倉町/朝倉町2丁目にある朝倉町交差点（国道293号・栃木県道40号足利環状線交点）から230mほど県道40号を東進した朝倉町東交差点にある。

### 路線データ
- 総延長 : 13.2318km（群馬県区間 : 9.7088km[1]、栃木県区間 : 3.523km[2]）
- 実延長 : 13.1928km（群馬県区間 : 9.6808km[1]、栃木県区間 : 3.512km[2]）
- 起点 : 群馬県邑楽郡千代田町赤岩（赤岩交差点＝群馬県道38号足利千代田線・群馬県道83号熊谷館林線交点）
- 終点 : 栃木県足利市朝倉町（朝倉町東交差点＝栃木県道40号足利環状線交点）

## 歴史
- 1959年（昭和34年）10月30日 - 群馬県区間が認定される[1]。
- 1961年（昭和36年）4月1日 - 栃木県区間が認定される[2]。

## 地理

### 通過する自治体
- 群馬県
  - 邑楽郡千代田町 - 邑楽郡邑楽町
- 栃木県
  - 足利市

### 交差する道路
- 群馬県道314号古戸館林線（千代田町福島・福島交差点）
- 群馬県道361号矢島大泉線（邑楽町篠塚・篠塚南交差点）
- 国道354号、群馬県道142号綿貫篠塚線（邑楽町篠塚・篠塚交差点）
- 国道122号、群馬県道2号前橋館林線（邑楽町中野・大根村交差点）
- 栃木県道128号佐野太田線（足利市福居町・八木宿交差点）
- 国道50号（足利市福居町）※立体交差

### 交差する河川
- 名称不明（休泊橋、千代田町赤岩）
- 新谷田川（野尻橋、千代田町赤岩）
- 新堀川（邑楽町篠塚）
- 孫兵衛川（邑楽町篠塚）
- 多々良川（大根橋、邑楽町中野）
- 藤川用水（藤川橋、邑楽町中野 - 藤川）
- 名称不明（中野橋、邑楽町藤川）
- 藤川（秋妻橋、邑楽町藤川 - 秋妻）
- 矢場川（後河原橋、足利市荒金町 - 島田町）

### 交差する鉄道
- 東武小泉線（邑楽町篠塚 - 石打）※踏切による平面交差

### 沿線
- 赤岩渡船 赤岩渡船場（千代田町赤岩）
- 千代田町立西小学校（千代田町赤岩）
- 千代田町立千代田中学校（千代田町赤岩）
- 千代田町役場（千代田町赤岩）
- 篠塚駅（東武小泉線）（邑楽町篠塚）
- 邑楽町立高島小学校（邑楽町藤川）
- 東武和泉駅（東武伊勢崎線）（足利市福居町）